# براندان غالاغير
براندان غالاغير هو لاعب هوكي الجليد كندي، ولد في 6 مايو 1992 في إدمونتون في كندا.

## وصلات خارجية
- براندان غالاغير على موقع دوري الهوكي الوطني (الإنجليزية)
- براندان غالاغير على موقع EliteProspects.com (الإنجليزية)
- براندان غالاغير على موقع Eurohockey.com (الإنجليزية)
- براندان غالاغير على موقع HockeyDB.com (الإنجليزية)
- براندان غالاغير على موقع Hockey-Reference.com (الإنجليزية)